# Bresse Vallons
Bresse Vallons es una comuna nueva francesa situada en el departamento de Ain, de la región de Auvernia-Ródano-Alpes. Su sede está en Cras-sur-Reyssouze.

## Geografía
Está ubicada en el noroeste del departamento, a 12 km al norte de Bourg-en-Bresse.

## Historia
Fue creada el 1 de enero de 2019 con la unión de las comunas de Cras-sur-Reyssouze y Étrez, pasando a estar el ayuntamiento en la antigua comuna de Cras-sur-Reyssouze.